# أبو القاسم فيضي (عالم)
أبو القاسم فيضي (بالإنجليزية: Faizi)‏ (و. 1547 – 1595 م) هو شاعر، ودبلوماسي، وخطاط، وعالم، ومترجم، وكاتب من سلطنة مغول الهند، ولد في أغرة، توفي في أغرة، عن عمر يناهز 48 عاماً.